# Hyptiogastrites electrinus
Hyptiogastrites electrinus är en stekelart som beskrevs av Cockerell 1917. Hyptiogastrites electrinus ingår i släktet Hyptiogastrites och familjen vedlarvsteklar. Inga underarter finns listade i Catalogue of Life.